# 金炳華
金 炳華（キム・ビョンファ、1936年5月16日 - 2021年3月24日）は、北朝鮮の指揮者、政治家。
1970年から、30年以上の長きにわたり朝鮮民主主義人民共和国国立交響楽団の首席指揮者を務めていた。

## 経歴
日本の大阪府出身、兵庫県神戸市育ち。神戸朝鮮高級学校の第1期卒業生。幼い頃からピアノを学び、東京の日本音楽センターで作曲とピアノを学んだ。1955年から東京でピアニストとして活動を開始し、1959年にバルトークのピアノ曲を演奏した。
1960年6月に北朝鮮に帰国。平壌国立芸術劇場でピアニストを務めながら平壌音楽舞踊大学（現、金元均名称音楽総合大学）で指揮を学んだ。1962年、功勲芸術家の称号を授与された。1963年に大学を卒業すると国立芸術劇場の指揮者に就任し、1969年に朝鮮国立交響楽団に指揮者として入団。1970年に国立交響楽団の首席指揮者に任命された。
首席指揮者就任後、管弦楽曲『グネトイは娘』『わが故郷の懐かしい家』『青山ヶ原に豊年が来た』などを含めた北朝鮮の代表的な管弦楽曲を初演。その功労により1972年に功勲芸術家称号を授与された。1986年には国立交響楽団とポーランド巡回公演を行い、ユン・イサンの作品を演奏した。同年、人民芸術家の称号を授与された。
1987年にはユン・イサンのカンタータ『わが国土、わが民族よ!』を世界初演。1992年には国立交響楽団とともに日本を訪れ、東京・大阪・神戸で公演を行った。2000年にはソウルを訪問。芸術の殿堂で公演を行い、KBS交響楽団との合同演奏も行なった。
最高人民会議代議員に選出された経験を持つ。2005年には金日成メダルを授与された。また、北朝鮮唯一の室内オーケストラである、尹伊桑管弦楽団に客演した経験がある。
2011年に朝鮮国立交響楽団に客演した井上道義の報告によれば、既に首席指揮者の職を退いたとのことである。井上訪朝の際には自ら通訳を務めた。
聯合ニュースが伝えた朝鮮中央通信の2021年3月24日の発表によると金炳華は既に亡くなり、金正恩は前日の23日に金の殯所に弔花を送った。

## レパートリー
国威発揚のために多数作曲された管弦楽曲はもとより、伝統的なクラシック音楽、現代音楽に至るまで幅広いレパートリーをもっている。
北朝鮮のレコード会社KMCから多くのCDをリリースしている他、日本のカメラータ・トウキョウからユン・イサンの『交響曲第1番』『わが国土、わが民族よ!』の録音が発売されている。